# Aimée & Jaguar
Aimée & Jaguar ist ein deutsches Filmdrama von Max Färberböck. Er wurde 1997/98 gedreht und kam 1999 in die Kinos. Vorlage der Handlung ist das 1994 erschienene gleichnamige Buch von Erica Fischer, in dem Erinnerungen von Lilly Wust und anderen Zeitzeugen zusammengetragen wurden.

## Handlung
Der Film ist an tatsächliche Begebenheiten und Erlebnisse der Lilly Wust in Berlin zur Zeit des Nationalsozialismus 1943 und 1944 angelehnt. Im Zentrum steht die Liebe einer Nichtjüdin zu einer Jüdin. Im Gegensatz zum Buch, das mehrere Perspektiven enthält, besitzt der Film einen einheitlichen Erzählstrang. Die Handlung unterscheidet sich teilweise von Schilderungen im Buch und offenbar auch von den tatsächlichen Begebenheiten. So betonte die reale Lilly Wust in einem Fernsehinterview, nie von ihrem damaligen Mann Günther geschlagen worden zu sein (im Film erteilt er ihr eine Ohrfeige), und sie verbrachte ihren Lebensabend auch nicht im Altersheim.
Felice Schragenheim ist eine jüdische Frau, die einen falschen Namen annimmt und einer Untergrundorganisation angehört. Sie arbeitet in einer Nachrichtenredaktion, wo sie Zugang zu geheimen Informationen hat. Lilly Wust ist eine verheiratete Mutter von vier Kindern, die in ihrer Ehe mit einem zur Wehrmacht eingezogenen Bankangestellten unglücklich ist. Felice übernimmt die Initiative in der Liebesbeziehung zu Lilly. Lilly ist fasziniert von Felices Stärke und Lebensfreude und verliebt sich in sie. Sie fühlt, dass sie eher einer weltoffenen Frau ihre Liebe schenken kann als einem Mann. Eines Tages kommt Lillys Ehemann auf Fronturlaub nach Hause und findet Lilly mit Felice im Bett vor. Als er Lilly zur Rede stellt, sagt sie, dass sie ihn nie geliebt habe, und verlangt die Scheidung. Er stirbt später an der Front.
Der Film enthält sinnlich erotische Begegnungen und der Buchvorlage entnommene zärtliche Liebesgedichte. In einer Liebesszene wird die Zeile eines Gedichts zitiert, die Lilly als Geliebte (Aimée) und Felice als Jaguar bezeichnet.
Felice ist mit ihrer antinationalsozialistischen Untergrundtätigkeit und ihrem Kampf um das eigene Überleben so sehr beschäftigt, dass sie Lilly nicht jeden Tag sehen kann. Einmal ist Lilly sehr aufgebracht darüber und fordert, dass Felice ihr Geheimnis mit ihr teilen solle, da sie sonst die Beziehung zu ihr abbrechen würde. Erst jetzt offenbart ihr Felice, dass sie Jüdin ist.
Aus Furcht vor ihrer Entdeckung und Ermordung organisieren Felice und ihre jüdischen Freunde ihre Flucht aus Deutschland. Doch entscheidet sich Felice, die Liebe ihres Lebens zu leben, und bleibt bei Lilly in Berlin. Bald darauf wird sie in das Konzentrationslager Theresienstadt deportiert, wo sie im Holocaust ermordet wird.
Die Handlung des Films ist in zwei Szenen eingebettet, die 1997 spielen. In diesem Jahr beginnt der Film, als die 83-jährige Lilly in ein Altersheim zieht. Dort lebt bereits  Lillys Dienstmädchen Ilse, das 1945 verhaftet worden war. Am Ende des Films erinnern sich Lilly und Ilse zurück. Obwohl Lilly traurig über die Tragödie ist, die ihrer geliebten Felice in der Nazizeit widerfuhr und an der sie beteiligt war, kann sie sich aufgrund ihrer Überzeugung, dass wir heute leben sollen, ehe es morgen zu spät ist und wir vielleicht tot sind, nicht vorstellen, wie ihr Leben anders hätte verlaufen können.

## Hintergrund
Die Außenaufnahmen entstanden in Breslau.
Die Hörfilmfassung entstand im Jahr 2003. Sie wurde von Katja Schild gesprochen und vom Bayerischen Rundfunk produziert.

## Kritiken
„Und noch in den Nebenfiguren beweist der Regisseur Max Färberböck sein Gespür für subtile Charakterisierung. Das sind Personen, denen Widersprüche und Geheimnisse gelassen werden,...“

TV Spielfilm 4/1999 bezeichnete den Film als authentisch und spannend, die Besetzung wurde als hervorragend gelobt.
TV Today 4/1999 lobte die mitreißenden Darstellungen von Maria Schrader und Juliane Köhler.
Cinema 2/1999 bezeichnete den Film als sehenswert, TV Movie 4/1999 als leidenschaftlich.

## Auszeichnungen
- Silberner Bär auf der Berlinale 1999 (beste Darstellerin für Juliane Köhler und Maria Schrader bei der Berlinale)
- Golden-Globe-Nominierung 2000 als „Bester fremdsprachiger Film“
- Bayerischer Filmpreis 1999
- Deutscher Filmpreis 1999
- Gilde-Filmpreis in Silber 1999
- Filmprädikat besonders wertvoll (Deutschland)